# جيريمي لندن
جيريمي لندن (بالإنجليزية: Jeremy London)‏ هو ممثل أمريكي، ولد في 7 نوفمبر 1972 في الولايات المتحدة.

## أعمال

### مسلسلات
- الجنة السابعة

## وصلات خارجية
- جيريمي لندن على موقع IMDb (الإنجليزية)
- جيريمي لندن على موقع ألو سيني (الفرنسية)
- جيريمي لندن على موقع أول موفي (الإنجليزية)
- جيريمي لندن على موقع قاعدة بيانات الأفلام السويدية (السويدية)
- جيريمي لندن على موقع إن إن دي بي (الإنجليزية)
- جيريمي لندن على موقع قاعدة بيانات الفيلم (الإنجليزية)
- جيريمي لندن على موقع كينوبويسك (الروسية)